# رودولف سيلدرايرس
رودولف وليام سيلدرايرس، من مواليد 16 ديسمبر 1876 في دوسلدورف في ألمانيا وتوفي في 7 أكتوبر 1955 في بروكسل في بلجيكا، وقد كان الرئيس الرابع للإتحاد الدولي لكرة القدم بين عامي 1954 و1955.

## روابط خارجية
- رودولف سيلدرايرس على موقع أوليمبيديا (الإنجليزية)